# 有松駅
有松駅（ありまつえき）は、愛知県名古屋市緑区有松にある名古屋鉄道名古屋本線の駅である。駅番号はNH25。

## 歴史

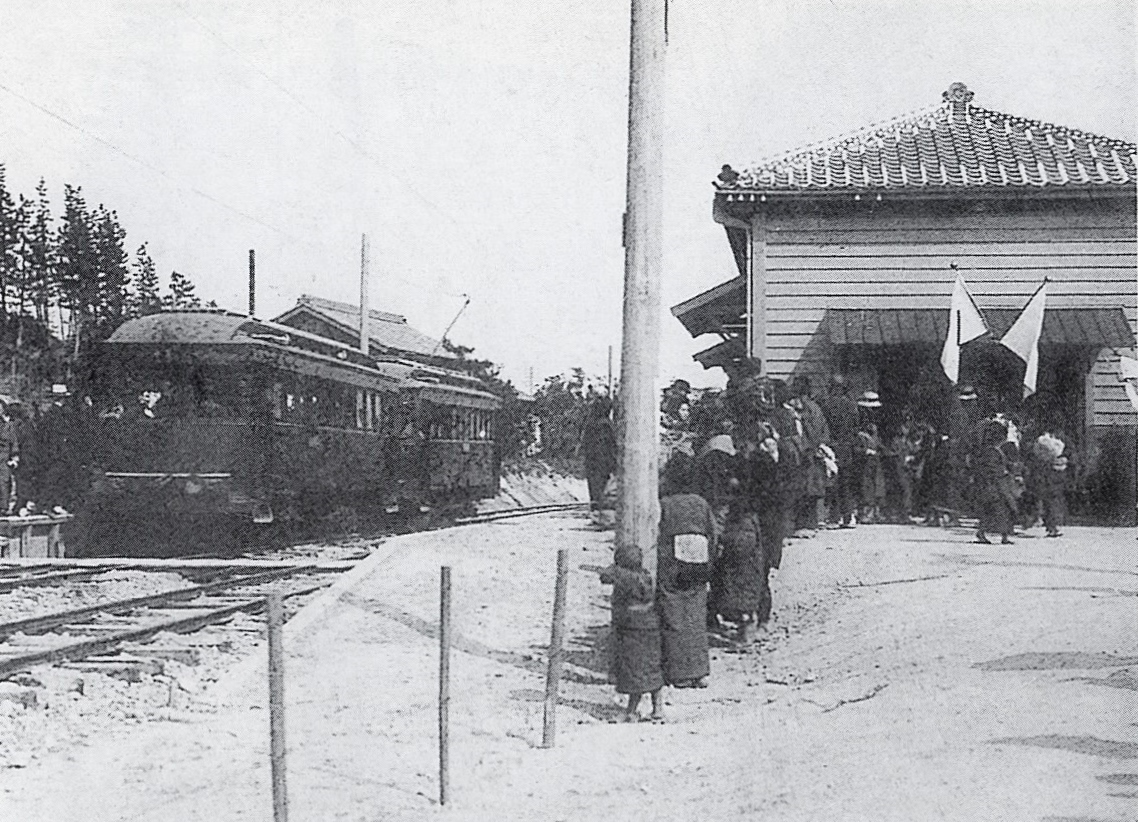
開業当日の有松裏駅

- 1917年（大正6年）5月8日 - 愛知電気鉄道有松線有松裏駅として開業。最初の約6年間のみ終着駅であった。
- 1935年（昭和10年）8月1日 - 名岐鉄道との合併により名古屋鉄道が発足したため、同社の駅となる。
- 1943年（昭和18年）11月1日 - 有松駅に改称。
- 1970年（昭和45年）12月25日 - 準急停車駅に昇格[2]。
- 1977年（昭和52年）1月19日 - 駅舎改築[3]。上りは木造2階建て、下りは木造平屋建ての駅舎をそれぞれ設置[4]。
- 1990年（平成2年）10月29日 - 準急が廃止される[5]。
- 2000年（平成12年）12月2日 - 駅舎橋上化のため下り駅舎（名古屋方面）を仮駅舎に移転（上り駅舎は橋上化まで使用された）。
- 2001年（平成13年）10月14日 - 橋上駅舎使用開始。元々上下別だった改札口を1つに統合。
- 2004年（平成16年）9月15日 - トランパスの供用開始[6]。
- 2005年（平成17年）1月29日 - ダイヤ改正で準急が復活し、準急停車駅となる[7]。
- 2011年（平成23年）2月11日 - ICカードmanaca導入。
- 2017年（平成29年）3月 - ホーム嵩上げ工事完了。
- 2024年（令和6年）6月29日 - 特殊勤務駅となる[8]。

## 駅構造
8両編成対応相対式2面2線ホームの橋上駅。特殊勤務駅で、窓口営業時間は7:30～12:00と13:00～20:00である。2024年（令和6年）6月28日までは終日駅員配置駅であった。分岐器や絶対信号機を持たないため、停留所に分類される。
昔は相対式の上下ホームそれぞれに、有松の町並みに似せた作りの駅舎（1977年（昭和52年）1月19日改築）と有人改札口を持つ名鉄としては珍しい構造だったが、2001年（平成13年）に有松駅前再開発事業により橋上駅舎となった。改札口付近には自動券売機（新規manaca通勤定期乗車券及び継続manaca定期乗車券の購入にも対応しているが、7:00～22:00以外の時間帯は名鉄ミューズカードでの決済は不可能である）と自動精算機（ICカードの積み増し等も可能）を1台ずつ備えている。改札口から伸びるペデストリアンデッキは、イオンタウン有松に直結しているほか、近くの専門学校へ通う学生の列が踏切を塞がないよう、駅の北西側に線路と平行に踏切を跨いで設置されている。

### のりば
| 番線 | 路線          | 方向 | 行先                 |
| ---- | ------------- | ---- | -------------------- |
| 1    | NH 名古屋本線 | 下り | 金山・名鉄名古屋方面 |
| 2    | NH 名古屋本線 | 上り | 東岡崎・豊橋方面     |

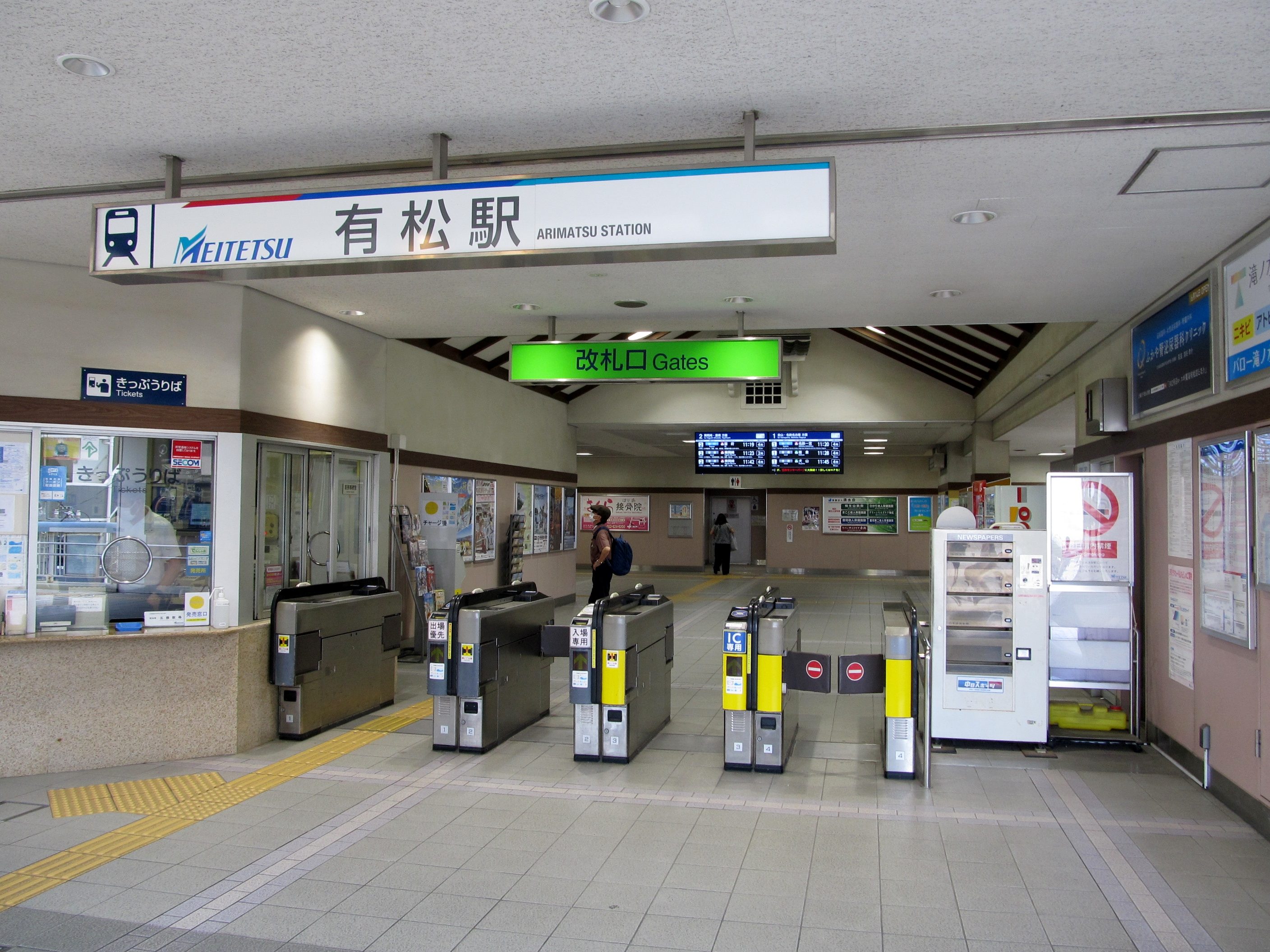
改札口
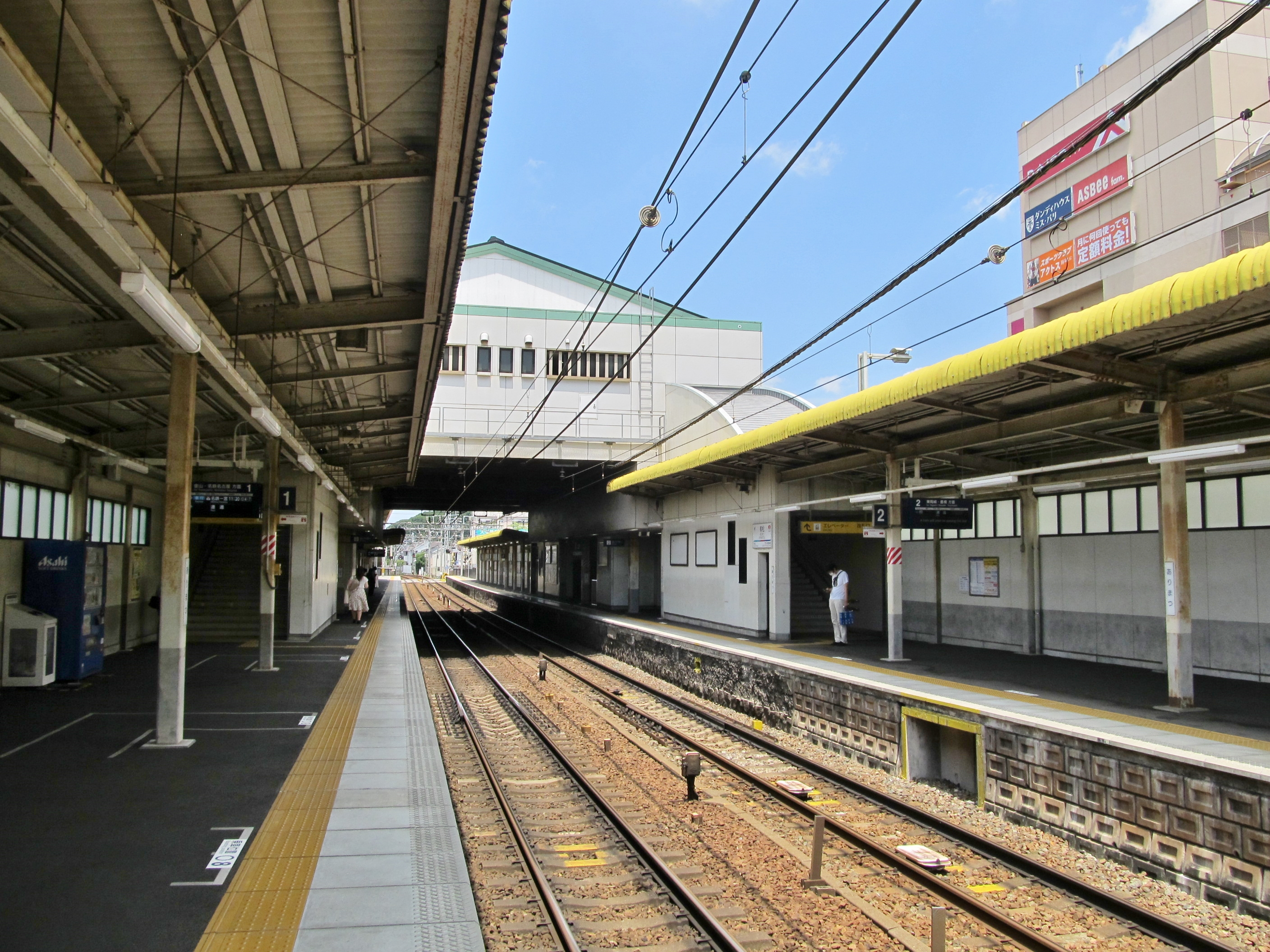
ホーム
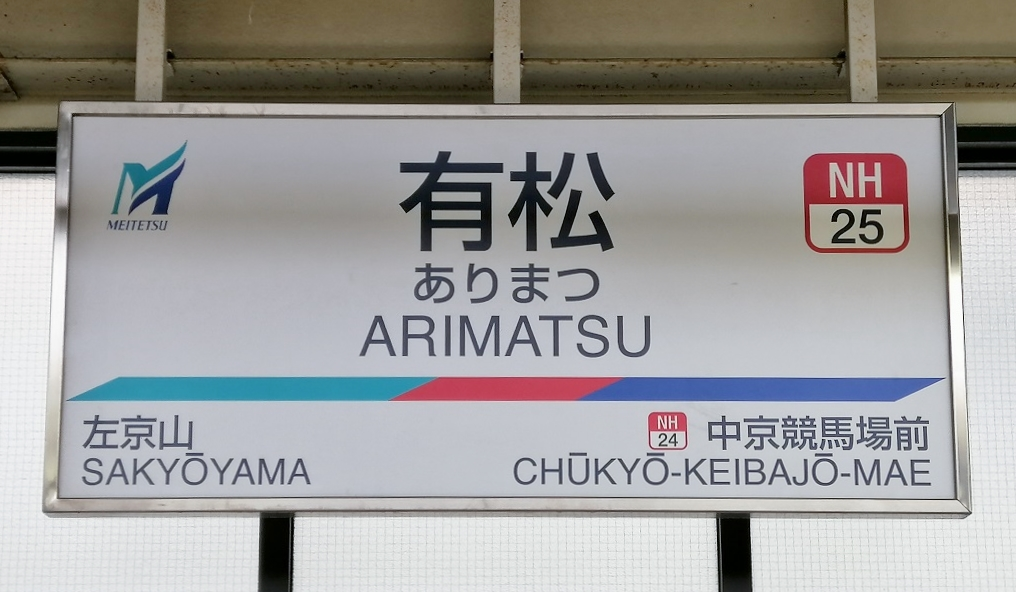
駅名標

### 配線図
| ← 東岡崎・ 豊橋方面 | 有松駅 構内配線略図 | → 神宮前・ 名古屋方面 |
| 凡例 出典:          |                     |                       |

## 利用状況
- 「移動等円滑化取組報告書」によれば、2020年度の1日平均乗降人員は12,200人である[12]。
- 『名鉄120年：近20年のあゆみ』によると2013年度当時の1日平均乗降人員は13,826人であり、この値は名鉄全駅（275駅）中24位、 名古屋本線（60駅）中13位であった[13]。
- 『名古屋鉄道百年史』によると1992年度当時の1日平均乗降人員は12,987人であり、この値は岐阜市内線均一運賃区間内各駅（岐阜市内線・田神線・美濃町線徹明町駅 - 琴塚駅間）を除く名鉄全駅（342駅）中29位、 名古屋本線（61駅）中14位であった[14]。
- 『名鉄 1983』によると、1981年度当時の一日平均乗降人員は11,886人であり、この値は名鉄全駅中33位であった[15]。
- 『名古屋市統計年鑑』によると、近年の1日平均乗車人員は以下の通りである[16]。

| 年度   | 1日平均 乗車人員 |
| ------ | ---------------- |
| 2000年 | 5,707            |
| 2001年 | 5,652            |
| 2002年 | 5,460            |
| 2003年 | 5,521            |
| 2004年 | 5,406            |
| 2005年 | 5,872            |
| 2006年 | 6,018            |
| 2007年 | 6,215            |
| 2008年 | 6,453            |
| 2009年 | 6,370            |
| 2010年 | 6,502            |
| 2011年 | 6,437            |
| 2012年 | 6,597            |
| 2013年 | 6,831            |
| 2014年 | 6,871            |
| 2015年 | 7,138            |
| 2016年 | 7,241            |
| 2017年 | 7,243            |
| 2018年 | 7,482            |
| 2019年 | 7,398            |

駅周辺の北部丘陵に鳴海団地、南部に桶狭間団地があり、周辺の人口も増加しているため一部急行と準急・普通のみの停車駅ではあるが、多くの乗車人員を誇っている。準急停車駅では最多で、同じ本線の特急停車駅である国府駅や急行停車駅の堀田駅を上回る（名鉄全体を含めれば、河和線の知多半田駅や常滑線の常滑駅などを上回る）。近年では名鉄名古屋駅方面への通勤・通学利用のほか、当駅周辺への観光での利用も増えている。平日朝7時台の下りは準急がないため急行の特別停車を増やして対応している（代わりに中京競馬場前駅に特別停車する急行2本は当駅を通過する）。2022年以降は敬老パスが当駅を含む名鉄線中京競馬場前駅以西でも使えるようになったため、当駅における新たな利用もある。
2011年（平成23年）3月26日ダイヤ改正後、平日昼間時間帯の準急が廃止され、その救済として二ツ杁駅と共に名古屋方面・東岡崎方面共に一部の急行（廃止された準急とほぼ同数）が停車するようになった。さらに、同年12月17日ダイヤ改正でも、当駅に停車する急行が1本増加している。また、2021年（令和3年）5月22日のダイヤ改正で土休日の準急が廃止され、2011年（平成23年）3月26日ダイヤ改正の平日昼間と同様に土休日も二ツ杁駅と共に名古屋方面・東岡崎方面共に一部の急行が停車するようになったと共に、2011年（平成23年）3月26日ダイヤ改正の平日昼間の急行停車が廃止された（停車していた豊川稲荷 - 名鉄一宮間の急行削減によるもの）。
毎年6月第1土曜・日曜に当駅前の旧東海道沿いを中心に開催される「有松絞りまつり」の期間中は、9時台から15時台の急行が全便臨時停車する。
2023年（令和5年）3月18日のダイヤ改正では、午前中から日中の時間帯で準急が復活したが土休日夕方以降は準急がないため当該時間帯に急行の特別停車が続けられている。

## 駅周辺

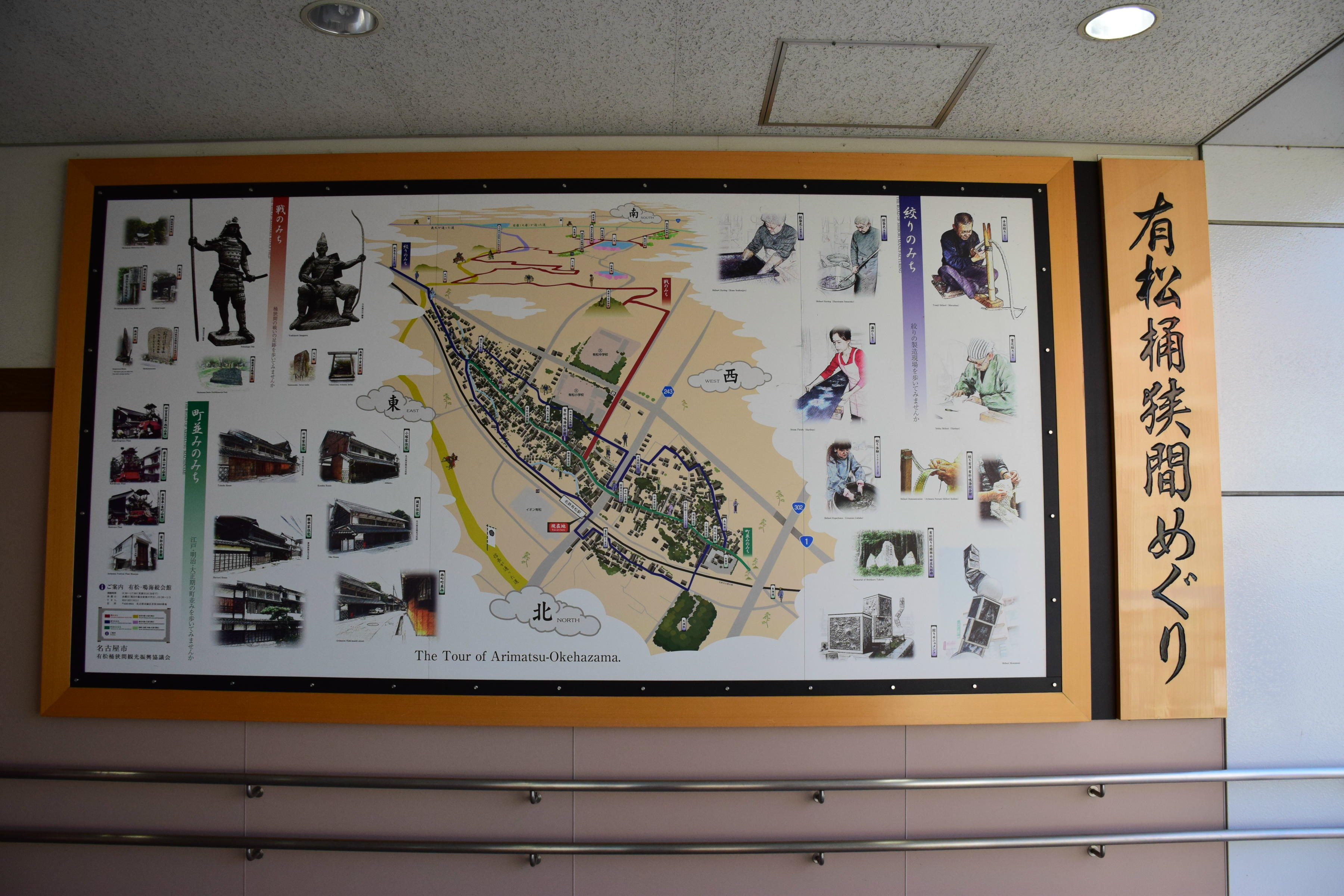
駅構内にある周辺案内板

当駅周辺が名古屋市に編入され緑区となる前は、知多郡有松町ではなく愛知郡鳴海町に属していた。その後は長年、緑区鳴海町字有松裏という所在地名であったが、2009年（平成21年）11月7日に町名が変更され、旧有松町の区域も含めて「緑区有松」となった。

### 主な施設
- 有松の町並み - 町並み保存地区。
- 有松・鳴海絞会館
- 有松天満社
- 桶狭間古戦場公園 - 中京競馬場前駅近くの桶狭間古戦場伝説地とは異なる。
- イオンタウン有松（ウインハート有松）
  - マックスバリュ 有松駅前店
  - イオン有松専門店街
  - ウエルシア薬局イオンタウン有松店
  - コメダ珈琲店
  - ダイソー
- 大垣共立銀行 有松支店
- 名古屋有松郵便局
- 碧海信用金庫 有松支店
- 名古屋市立東丘小学校
- 名古屋市立有松小学校
- 名古屋市立有松中学校
- 名古屋市立東陵中学校
- 名古屋情報専門学校
- 国道1号
- 環状2号（名古屋環状2号線、国道302号）
- 旧東海道（愛知県道222号緑瑞穂線）
- 愛知県道237号新田名古屋線
- 愛知県道243号東海緑線
- 東進衛星予備校 有松駅前校
- 鳴海団地
- 細根山（オアシスの森）

### 課題のある踏切道
有松駅のすぐ西に隣接の愛知県道237号新田名古屋線と交差する踏切（有松1号）は、国土交通省により「課題のある踏切道」に選定されている。この踏切は自動車および歩行者のボトルネックとなっており問題視されているが、抜本対策（立体交差化）は未定という取り扱いである。

## 有松交通広場

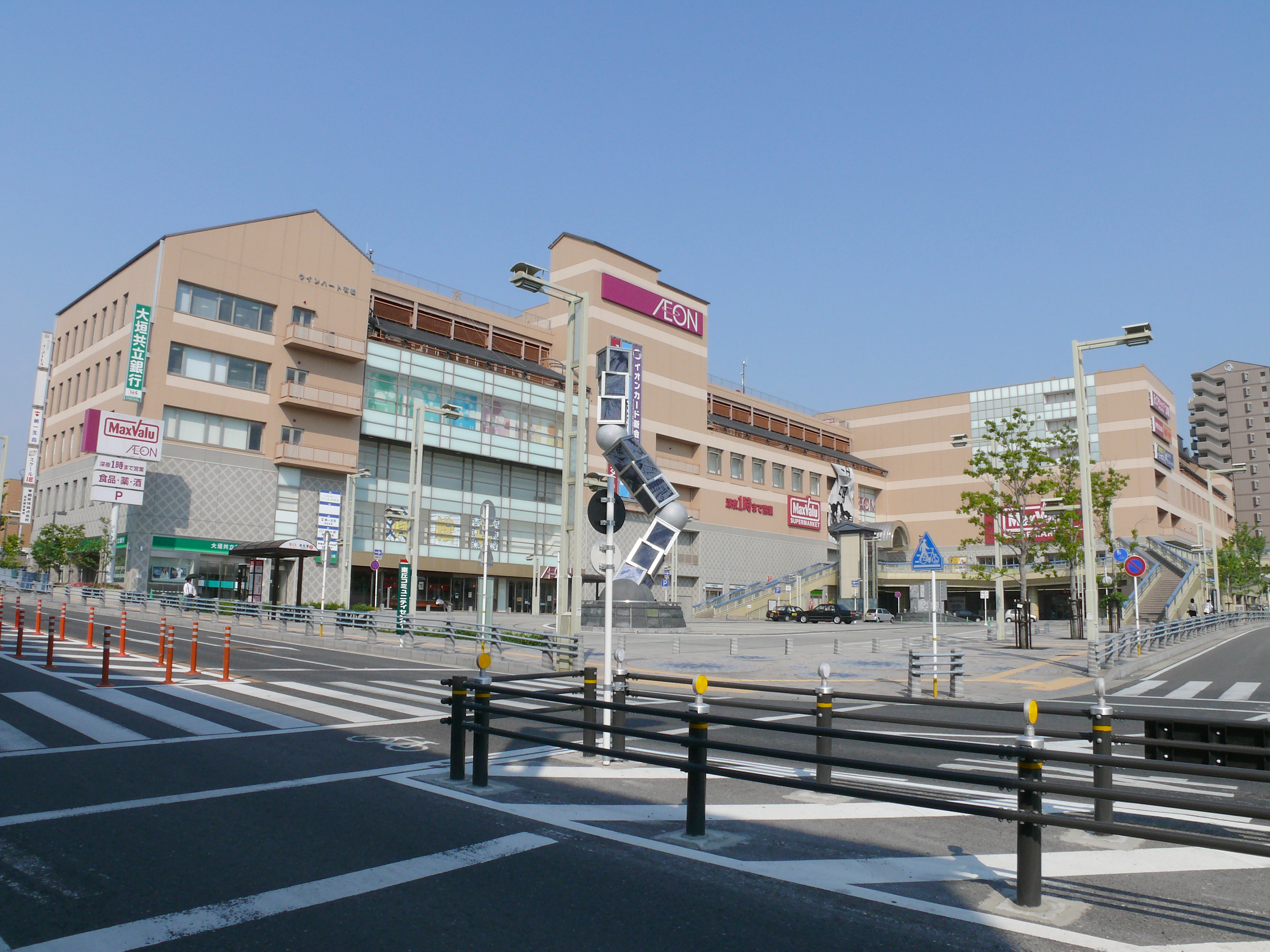
有松交通広場（名鉄有松バスターミナル）

2011年（平成23年）3月の再編で停留所名が「有松駅」から有松交通広場の「名鉄有松」と改称された。
駅北側の「有松駅前広場」にバスターミナルがある。踏切での渋滞を避けるために一部ターミナルに入らないバスもある。かつては名古屋市営バス（市バス）の運行はなく名鉄バスが鳴海団地およびJR東海道本線 大府駅・刈谷駅南口、名鉄名古屋本線 知立駅や共和駅経由で太田川駅へ向かうなど多数の路線が運行されていた（バス停名称は名古屋市営バス（市バス）とは異なり「有松駅前」）。バスターミナル自体は橋上化前から駅北側に存在したが、当時は敷地が非常に狭くほとんど中型バスしか乗り入れできなかった。

### バス路線

#### 名古屋市営バス
「名鉄有松」バス停
- 有松11：名鉄有松 - (左回り•右回り)- 名鉄有松（有松町口無池止便あり）
- 有松13：鳴海団地 - 名鉄有松 - 太子
- 徳重14：地下鉄徳重 - 鳴海町笹塚 - 大清水 - 敷田北 - 名鉄有松
- 緑巡回：名鉄有松 - 南大高駅東 - 大高駅 - 寅新田 - 大高駅 - 緑区役所 - 緑市民病院 - 藤田医科大学病院
- 鳴.有：名鉄有松 - 名鉄鳴海 - 鳴尾車庫

「有松小学校」バス停
- 「名鉄有松」バス停から南側へ250mほどの国道1号上には「有松小学校」バス停がある。上記のバス（徳重14、有松13を除く）の他に名古屋市営バス（市バス）による地下鉄鳴子北 - 有松町口無池の鳴子13号系統が走っている。本数は毎時1本程度と少なめ。

## 隣の駅
名古屋鉄道
NH 名古屋本線
□快速特急・■特急・■急行
通過
■急行（一部の列車が停車）
前後駅（NH23） - 有松駅（NH25） - 鳴海駅（NH27）
■準急・■急行（競馬開催日、場外発売日および有松絞りまつりの有松・中京競馬場前に停車する列車）
中京競馬場前駅（NH24） - 有松駅（NH25）  - 鳴海駅（NH27）
■普通
中京競馬場前駅（NH24） - 有松駅（NH25） - 左京山駅（NH26）
※ 中京競馬場前駅開業以前、前後駅 - 当駅間に桶狭間駅（1934年（昭和9年）頃廃止）が存在した。